# Blankensee

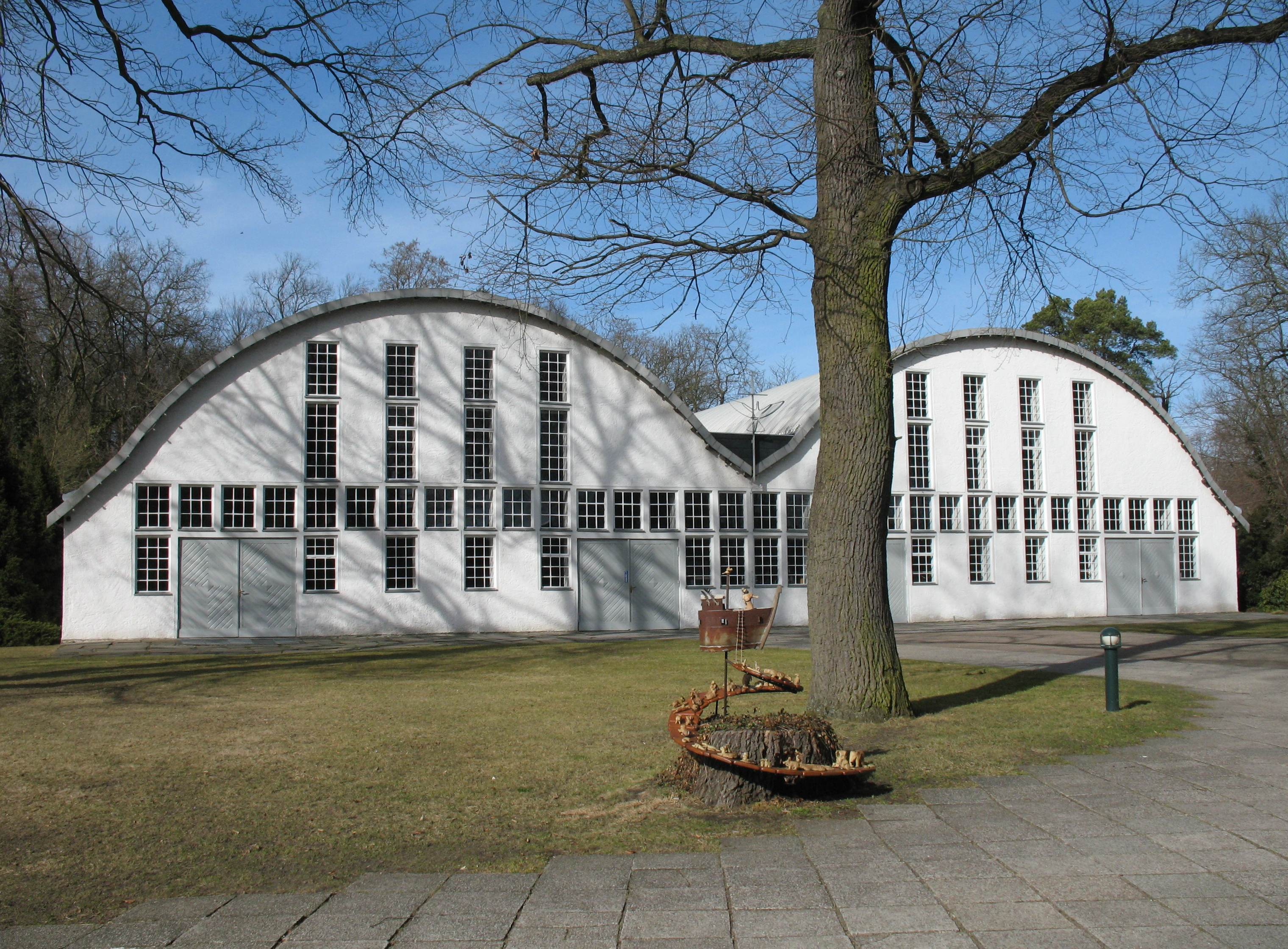
Église Saint-Jean

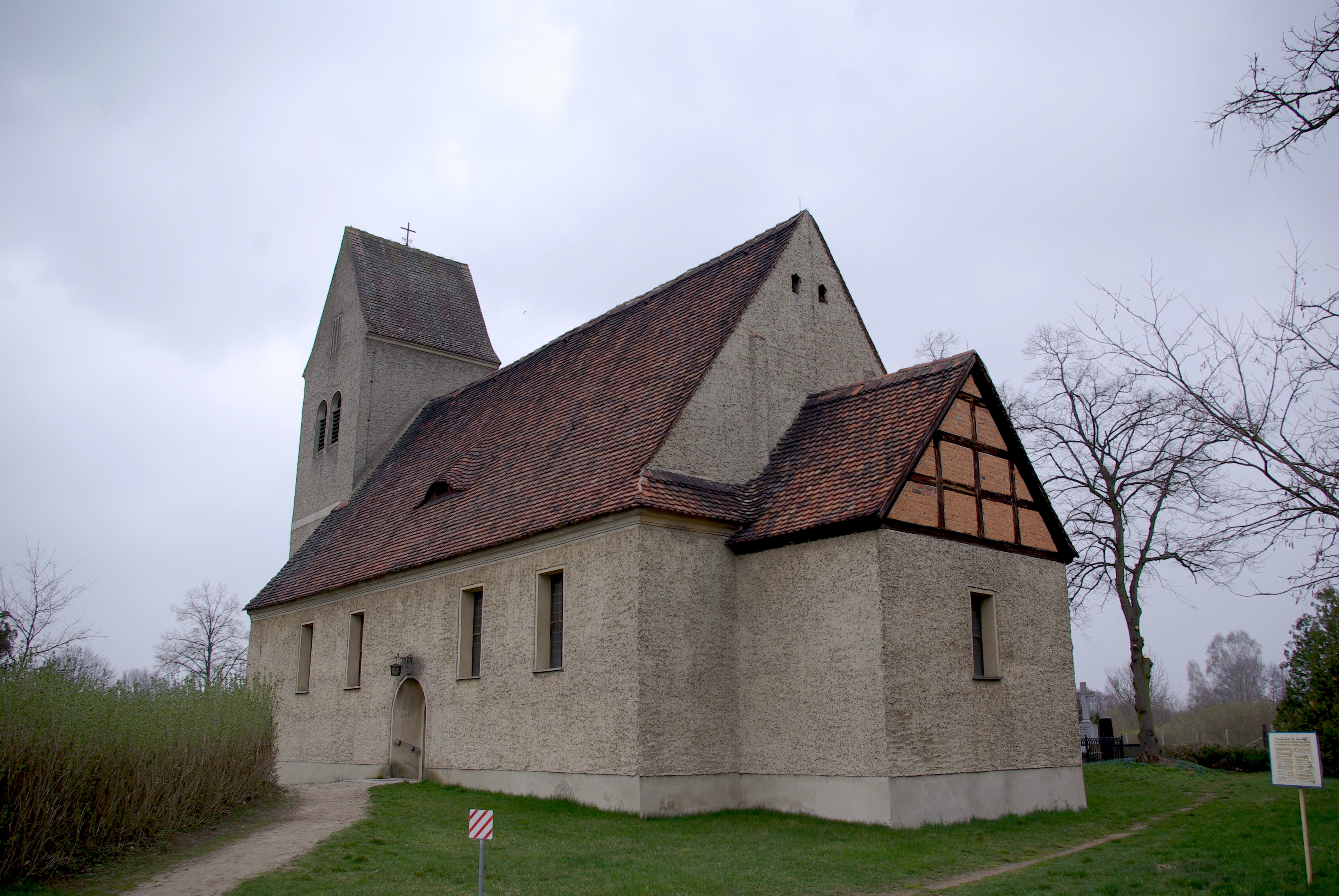
Vue de l'église du village

Le village de Blankensee fait partie depuis 1998 de la municipalité de Trebbin dans le Brandebourg (arrondissement de Teltow-Fläming). Il est connu par son manoir et ses concerts d'été et se trouve dans la zone du parc naturel de la Nuthe et de la Nieplitz, au bord du lac Blankensee. Blankensee comptait 543 habitants en 2007. C'est un endroit touristique réputé pour la beauté de la nature.

## Architecture
- Église évangélique-luthérienne du village, XIVe siècle
- Manoir de Blankensee, XVIIIe siècle, et son parc
- Musée de la ferme de Blankensee (1649)
- Johannische Kirche (ou église Saint-Jean), ancienne église construite en 1929 par Joseph Weißenberg dans un style rappelant le constructivisme, devenue aujourd'hui salle de concert. Elle peut accueillir mille personnes. C'est le point d'attraction du village pendant son festival d'été.